# 沈舜沢
沈 舜沢（シム・スンテク、朝: 심순택、1824年 - 1906年）は、李氏朝鮮の政治家。本貫は青松沈氏。字は稚華。諡号は文忠公。

## 生涯
沈義謙の11世孫にあたる。1850年に科挙の文科に及第し、1850年に従二品に昇進し、1874年に忠清道観察使となった。1876年に正二品、1882年に従一品に昇進し、刑曹・礼曹・吏曹の各判書、議政府有司堂上、経理統理機務衙門事などを歴任、1884年8月に右議政に任命、同年10月の開化派によるクーデターに対しては清軍に出動を要請した。閔氏政権が復活すると、左議政を経て、領議政に任命され、高宗の摂政を務めた。1887年には議政府議政大臣に任命された。
1905年の乙巳保護条約に反対する上疏を呈したが、翌年死去した。